# 프랭크 쿡
프랭크 쿡(Frank Cook, 1935년 11월 3일 ~ 2012년 1월 10일)은 영국의 정치인이다.
영국 노동당 소속으로 1983년부터 2010년까지 의회 의원을 지냈다. 이념적으로는 민주사회주의자로 알려져 있었다.
2012년 폐암으로 사망하였다.

## 같이 보기
- 토니 벤
- 민주사회주의